# Achaemenes obscurus
Achaemenes obscurus är en insektsart som beskrevs av Synave 1953. Achaemenes obscurus ingår i släktet Achaemenes och familjen kilstritar. Inga underarter finns listade i Catalogue of Life.